# Бахметева, Софья Андреевна
Софья Андреевна Бахметева (в первом браке Миллер, во втором графиня Толстая; 1827 г., село Смольково, Пензенская губерния — 1895 г., Лиссабон) — супруга писателя Алексея Константиновича Толстого. Поддерживала знакомство с многими известными деятелями искусств своего времени — Тургеневым, Достоевским, Фетом, Соловьёвым и другими. Тётка известного философа и поэта Д. Н. Цертелева.

## Детство и юность
Отец — Андрей Николаевич Бахметев.
Несмотря на то, что родилась в провинции, была очень образованна и обладала пытливым умом. Знала четырнадцать иностранных языков. Читала запоем, поглощала новинки европейской литературы и внимательно следила за отечественной словесностью.
В молодые годы у неё был роман с князем Григорием Николаевичем Вяземским, вследствие которого она забеременела. Мать Бахметевой предъявила обвинения князю, суть которых заключалась в том, что князь затягивал время с женитьбой на её дочери. Князь был вызван на дуэль. В результате дуэли, состоявшейся в 1847 году в Петровском-Разумовском, погиб брат Софьи, Юрий. А 29 февраля 1848 года, вне брака, была рождена дочка, Софья Бахметева. Во избежание слухов ребёнка оформили как племянницу, дочь брата Петра.

## Первый брак
После смерти брата Софья Андреевна Бахметева не смогла выносить косых взглядов и косвенных упрёков в его гибели. Она покинула родовое имение Смольково и скоропалительно вышла замуж за Льва Миллера — племянника Екатерины Львовны Толстой, которая была матерью Фёдора Ивановича Тютчева. Лев — блестящий офицер-кавалергард, однако это не принесло счастья Софье. Супруги подолгу жили раздельно и мало общались.

## Роман с А. К. Толстым
В январе 1851 года Софья Миллер познакомилась на маскараде в Большом театре с И. С. Тургеневым и графом А. К. Толстым. Софья Андреевна была в маске и заинтриговала Тургенева и они условились о втором свидании. Иван Сергеевич взял с собой молчаливого Толстого за компанию.
Увидев Софью без маски, Тургенев был сильно разочарован. Позже он скажет:

«Что же я тогда увидел?…

… Лицо чухонского солдата в юбке!»

Средь шумного бала, случайно,

В тревоге мирской суеты,

Тебя я увидел, но тайна

Твои покрывала черты.
Позже эти строки были положены на знаменитый романс Чайковского.
Однако, пока Алексей Константинович сочинял романтические стихи и писал ей письма, у Софьи случился страстный роман с Григоровичем во время поездки в Саратов. Скоро до Толстого дошли неприятные слухи. Он тотчас же собрался и поехал в Смольково, имение Бахметевых, для того чтобы потребовать объяснений. Спокойно выслушав Алексея Константиновича, Софья рассказала ему всю свою жизнь. Гнев Толстого сменился на нежность, и он понял, что он тот человек, который избавит её от дурного прошлого и подарит семейное счастье. Но против брака была мать Толстого, считавшая Софью ужасной женщиной, и муж, не дававший ей развода…
Они встречались изредка, тайно. Лишь когда во время Крымской войны Толстой заболевает тифом, Софья, не таясь, приезжает выхаживать его.
Наконец, после смерти матери Алексея Константиновича, через 12 лет после знакомства они обвенчались в Дрездене, в греческой церкви.

## Жизнь в браке с А. К. Толстым

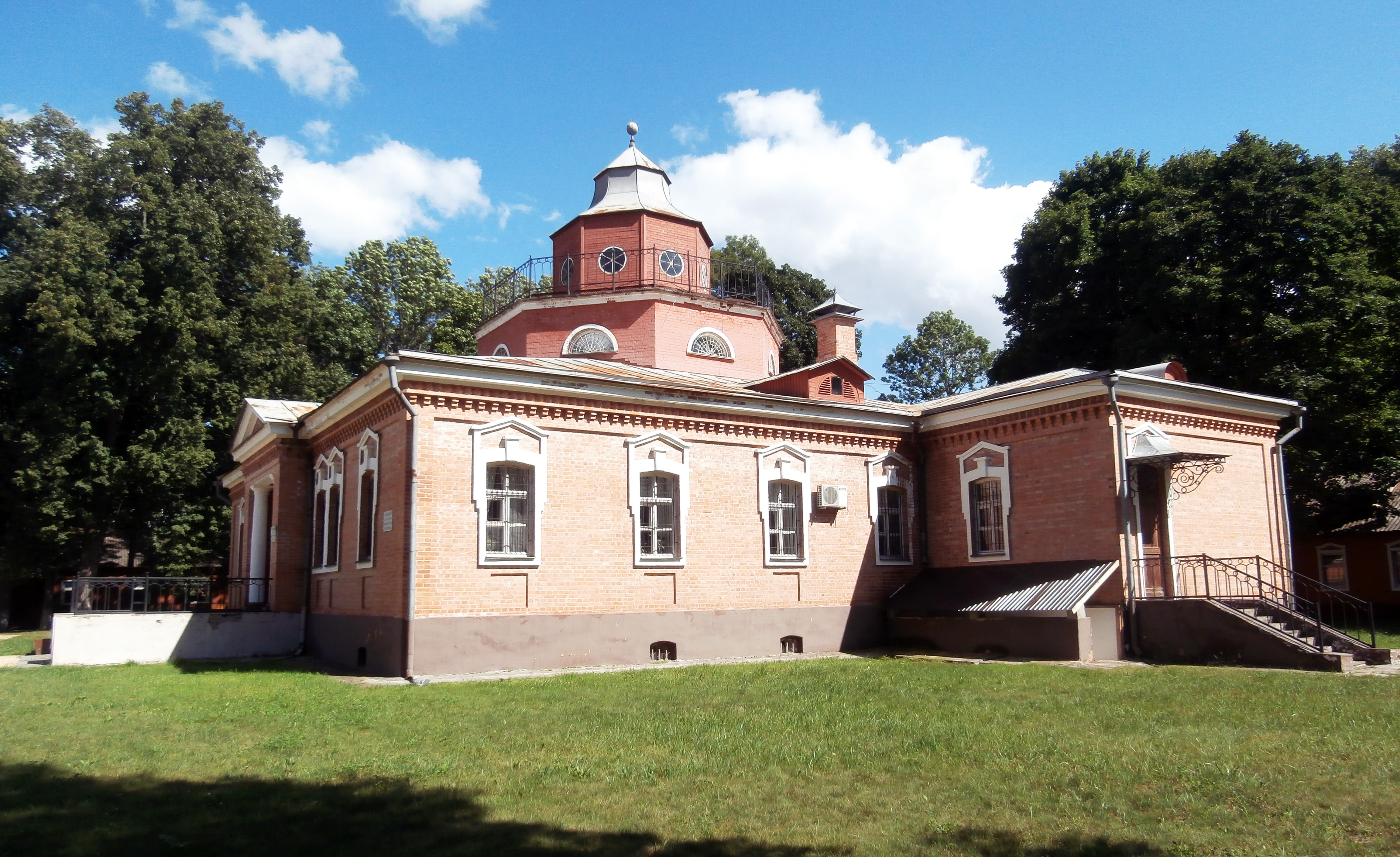
Усадьба Красный Рог, где поселилась чета Толстых

Поначалу жизнь у молодожёнов складывалась счастливая и гармоничная. Толстой никогда не ревновал жену к прошлому, он только беспредельно жалел её.

«Бедное дитя, с тех пор, как ты брошена в жизнь, ты знала только бури и грозы… Мне тяжело даже слушать музыку без тебя. Я будто через неё сближаюсь с тобой!»

Но Софья Андреевна не могла всю жизнь оставаться тихой, скромной женой. Она скучала. Зимой скучала в Европе, разоряясь на роскошь. А летом скучала в имении. Звала Алексея Константиновича по фамилии: «Какие глупости ты говоришь, Толстой!» Он её раздражал. Она не считала нужным скрывать от него, что ставит Тургенева как писателя намного выше.
Это очень расстраивало Алексея Константиновича и отражалось на его здоровье. Его мучали головные боли, астма, невралгия. Кто-то посоветовал ему снимать боли морфином. Позже это и погубило его — в 1875 году он умер от передозировки.

## Дальнейшие годы жизни и смерть
После похорон мужа Софья Андреевна переехала в Петербург. У себя в гостиной она устроила литературный салон, где регулярно собирались писатели, поэты и влиятельные люди. На одном из таких вечеров она завязала романтическое знакомство[прояснить] с Достоевским, и он стал её частым гостем, до самой своей смерти в 1881 году.
Оставшиеся годы Софья Андреевна много путешествовала и умерла в 1895 году в Лиссабоне. По завещанию её перезахоронили в имении Красный Рог (Почепский район), рядом с Алексеем Константиновичем.